# Josaphattunnel
De Josaphattunnel is een spoortunnel in Schaarbeek, een gemeente in het Brussels Hoofdstedelijk Gewest. De tunnel heeft een lengte van 385 meter. De dubbelsporige spoorlijn 161 gaat door deze tunnel.